# Kiss János (újságíró)
Kiss János, Dormándi Kiss, D. Kiss (Tornya, 1941. január 20. — 1993 májusa) romániai magyar pedagógus, újságíró.

## Életútja
Aradon végzett középiskolát, Marosvásárhelyen a Pedagógiai Főiskolán román-magyar szakos tanári diplomát szerzett (1965). Tanított Vadász és Tornya községekben (1965-1969), 1969-1976 között a csíkszeredai Informația Harghitei belső munkatársa, a Scînteia Hargita megyei tudósítója.
Első cikkét a Vörös Lobogó közölte (1965). Székelyföld irodalmi, művészeti és művelődési eseményeit két nyelven (magyarul, románul) ismertette, humoros írásai a Brassói Lapok és a Hargita hasábjain is megjelentek. Magyarra fordította Paul Everac és Fănuș Neagu egy-egy színdarabját.